# إزيكييل غاراي
إزيكييل مارسيلو غاراي (بالإسبانية: Ezequiel Marcelo Garay)‏ (مواليد، 10 أكتوبر 1986). لاعب كرة قدم أرجنتيني سابق، كان يلعب كقلب دفاع، ولعب لعدة أندية أوروبية أبرزها ريال مدريد وفالنسيا. يُذكر بأن ريال مدريد تعاقد معه في صيف 2008، لكن النادي فضّل إبقاءه في ناديه على سبيل الإعارة لموسم واحد قبل أن ينتقل إلى نادي بنفيكا البرتغالي في 2011، أما النادي الذي كان يلعب له في الأرجنتين فهو نادي نيولز أولد بويز.

## روابط خارجية
- إزيكييل غاراي على موقع الاتحاد الدولي (مؤرشف)  (الإنجليزية)
- إزيكييل غاراي على موقع الاتحاد الأوربي (الإنجليزية)
- إزيكييل غاراي على موقع قاعدة بيانات كرة القدم.إي يو (الإنجليزية)
- إزيكييل غاراي على موقع بيانات كرة القدم. دي إي (الألمانية)
- إزيكييل غاراي على موقع ليكيب (الفرنسية)
- إزيكييل غاراي على موقع ناشيونال فوتبول تيمز (الإنجليزية)
- إزيكييل غاراي على موقع Soccerbase.com (لاعب) (الإنجليزية)
- إزيكييل غاراي على موقع Soccerway.com (الإنجليزية)
- إزيكييل غاراي على موقع عالم كرة القدم.نت (الإنجليزية)
- إزيكييل غاراي على موقع كووورة